# Adrien Meisch
Adrien Meisch (* am 8. April 1930 in Luxemburg (Stadt); gestorben am 12. Mai 2020 in Vallauris, Südfrankreich) war ein luxemburgischer Diplomat und Musiker.
Zu Beginn seiner beruflichen Laufbahn war er Attaché an den ständigen Vertretungen Luxemburgs in New York, Brüssel, der OECD und der NATO. In Luxemburg war er u. a. Direktor für politische Angelegenheiten am Außenministerium.

## Stationen als Diplomat
Von 1971 bis 1998 war Meisch Diplomat Luxemburgs in folgenden ständigen Vertretungen:
- 1971 – 1974 Moskau – zuständig für die Sowjetunion, Finnland und Polen
- 1974 – 1983 Washington: zuständig für die USA, Kanada und Mexiko
- 1983 – 1991 Bonn
- 1991 – 1995 Berlin
- 1995 – 1998 Moskau – zuständig für die Russische Föderation

Adrien Meisch hat in der Diplomatie durch sein kosmopolitisches Wesen und durch seine kulturelle Offenheit viel für Luxemburg erreicht. Dazu zählen seine Treffen in Moskau mit Musikern und Intellektuellen während des Kalten Krieges. Auch in Deutschland und den USA hat er Prominenz aus Politik und Wirtschaft mit Künstlern an der Botschaft zusammengebracht. Aufgrund seiner gesellschaftlichen Akzeptanz konnte er seine Gesprächspartner für Luxemburg interessieren.
Beispiele für sein erfolgreiches Wirken als Vermittler im Hintergrund sind die Verleihung des Aachener Karlspreises für das luxemburgische Volk (1986), die Einrichtung von Filialen deutscher Banken in Luxemburg und der Bau der Philharmonie am MUDAM, um nur einige zu nennen.

## Auszeichnungen
- Großoffizier des Ordens der Eichenkrone
- Verdienstorden des Landes Nordrhein-Westfalen (2003)

## Einzelnachweis
- Todesanzeige im Luxemburger Wort vom 16./17. Mai 2020, S. 87

| Personendaten    | Personendaten            |
| ---------------- | ------------------------ |
| NAME             | Meisch, Adrien           |
| KURZBESCHREIBUNG | luxemburgischer Diplomat |
| GEBURTSDATUM     | 8. April 1930            |
| GEBURTSORT       | Luxemburg (Stadt)        |
| STERBEDATUM      | 12. Mai 2020             |
| STERBEORT        | Vallauris, Südfrankreich |